# Cornelis Johannes van Knotsenborg
Cornelis Johannes van Knotsenborg (Rotterdam, 11 juni 1895, Rotterdam, 8 januari 1957) was een Nederlands fascist en nationaalsocialist.
Cornelis kwam uit een gezin van vijf kinderen. De familie kwam oorspronkelijk uit de Betuwe, maar verhuisde naar Rotterdam waar Cornelis werd geboren. Zijn vader was er nachtwaker. Cornelis werkte aanvankelijk bij het spoor, waar hij assistent controleur van ijzer en staal was. In 1920 verhuist Cornelis naar Den Haag waar hij trouwt. Inmiddels werkt hij niet meer bij het spoor, maar is hij handelaar in elektrische apparaten. Vrijwel direct na zijn huwelijk keert hij terug naar Rotterdam.
Van Knotsenborg was de leider van de Rotterdamse afdeling van de Algemeene Nederlandsche Fascisten Bond (ANFB). In november 1932 stapte hij uit de ANFB en stichtte een eigen partij, die onder de naam ANFB-Knotsenborg door het leven ging. Dit initiatief was echter geen lang leven beschoren. In de jaren dertig was hij achtereenvolgens onder andere lid van de NSB en van Nationaal Front. Na de Tweede Wereldoorlog werd hij wegens collaboratie tot twaalf jaar hechtenis veroordeeld.
 Portaal: Fascisme en nationaalsocialisme in Nederland · Fascisme · Nationaalsocialisme